# Pascaline Birinyo Thoin
Pascaline Birinyo Thoin ou Pascaline Birindo Toyi est une femme politique congolaise et vice-ministre de l'Information et du Tourisme dans le gouvernement Laurent-Désiré Kabila.

## Biographie
Elle est ministre du Tourisme de 1998 à 1999 puis vice-ministre de l'Information et du Tourisme de 1999 à 2000.